# Петрозаводский музыкальный колледж имени К. Э. Раутио
Петрозаводский музыкальный колледж имени К. Э. Раутио — государственное учреждение среднего профессионального образования, одно из старейших учреждений музыкального образования Карелии. Расположен в Петрозаводске.

## История
Петрозаводское музыкальное училище открыто в марте 1938 года в соответствии с постановлением Совета Народных Комиссаров Карельской АССР на базе музыкального отделения, действовавшего в те годы, театрального училища.
Первым директором училища был назначен Л. Я. Левин.
В 1971 году Петрозаводскому музыкальному училищу присвоено имя композитора Карла Эриковича Раутио.
В 2008 году Петрозаводское музыкальное училище им. К. Э. Раутио преобразовано в Петрозаводский музыкальный колледж им. К. Э. Раутио

### Директора
- Л. Я. Левин
- Л. А. Косинский (1948—1953)
- С. П. Тетерин (в период 1954—1959)[2]
- Е. М. Эпштейн (в период 1959—1962)
- В. Н. Толчинский (в период 1965—1975)
- В. А. Дулёв (в период 1975—1982)
- Л. Г. Бердино (в период 1982—2007)
- Ю. С. Крылова

### Известные преподаватели и выпускники
За годы деятельности училище окончили более трёх тысяч выпускников.
Среди преподавателей и выпускников — известные деятели искусств, лауреаты всероссийских и международных конкурсов Г-Р. Н. Синисало, Т. П. Вайнонен, В. С. Каликин, П. Б. Козинский, Г. И. Лапчинский, М. И. Гаврилов, Э. П. Хуовинен, В. И. Варламов, К. А. Вильянен, Л. И. Теппонен, О. П. Калинина, Л. А. Косинский, Е. И. Ишанин, Н. А. Солнышков, З. И. Ларькина, И. В. Варламов, М. А. Суворова, Б. М. Константиновский, Н. Я. Папсуева, Ц. Н. Кофьян, В. Н. Мишин, К. И. Рожков, Н. П. Вильчинская, В. Н. Толчинский, Л. Я. Теплицкий, В. М. Гайков, В. В. Праченко, А. Д. Тугай, Н. В. Раутио, Ю. Н. Замятина, И. Шишканова и другие.

## Общие сведения
Колледж готовит музыкантов по специальностям:
- инструментальное исполнительство (фортепиано, струнные, духовые и ударные, инструменты народного оркестра)
- вокальное искусство (академическое пение)
- хоровое дирижирование
- сольное и хоровое народное пение
- музыкальное искусство эстрады (инструменты эстрадного оркестра и эстрадное пение)
- теория музыки

В настоящее время в составе колледжа работает Детская музыкальная школа, в которой проводится обучение по классу баяна, аккордеона, домры, кантеле, скрипки и виолончели. Работают творческие коллективы: академический хор, народный хор, ансамбль народной музыки «Зоряйне», духовой и камерный оркестры, оркестр русских народных инструментов, детский фольклорный ансамбль «Перегудки», мужской вокальный ансамбль «Петроглиф».
Библиотека и фонотека колледжа составляют более 40 тысяч единиц хранения.
Обучение ведётся по дневной форме обучения.